# Навучена на лоше
Навучена на лоше је трећи студијски и први компилацијски албум српске поп певачице Дајане Пенезић, издат 2011. године за Голд Аудио Видео. На албуму се налазе само три нове песме Навучена на лоше, Отров љубави и Бивши дечко, док су остале песме већ објављиване на претходна  два албума. За песму Бивши дечко снимљен је музички спот.

## Списак песама
| №   | Назив            | Трајање |  |
| 1.  | Отров љубави     |         |  |
| 2.  | Навучена на лоше |         |  |
| 3.  | Адреналин        |         |  |
| 4.  | Бивши дечко      |         |  |
| 5.  | Куме мој         |         |  |
| 6.  | Лево, лево       |         |  |
| 7.  | Моје једино      |         |  |
| 8.  | Мотор            |         |  |
| 9.  | После кише       |         |  |
| 10. | Последњи пут     |         |  |
| 11. | Ред бул          |         |  |
| 12. | Следећи          |         |  |
| 13. | Све ми дај       |         |  |
| 14. | Трешње           |         |  |
| 15. | Уживај           |         |  |
| 16. | Ветар            |         |  |